# 태양시

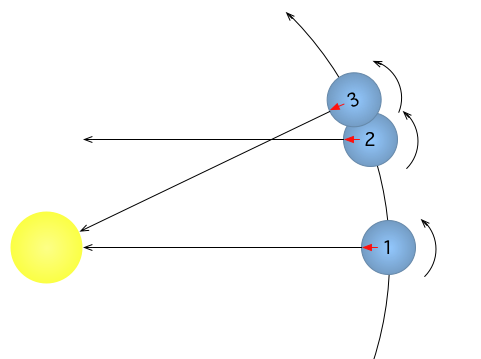
태양일과 항성일의 비교: 지구처럼 자전방향과 공전방향이 같게 순행하는 행성에서, 항성일은 태양일보다 짧다. 시점1에서 관측한 태양과 멀리 떨어진 별의 위치를 기준으로 할 때 시점2 에서는 행성이 360° 회전하여 별이 시점1과 같은 각도에 위치한다.(1→2 = 항성일). 그러나 이는 태양일보다 짧다. 시점3이 되어야 비로소 태양이 시점1과 같은 각도에 위치한다.(1→3 = 태양일).

태양시(太陽時, solar time)는 태양을 기준으로 하는 시각계이다.

## 종류

### 시태양시와 진태양시
시태양시(視太陽時, apparent solar time)와 진태양시(眞太陽時, true solar time)는 각각 시태양일과 진태양일에 기반을 두는 태양시이다. 시태양일/진태양일 1일은 태양이 관측지점에서의 자오선을 2회 통과하는 시간 간격이다. 시태양일은 실제 관측자의 시점에서 보는 태양의 위치를 시각의 기준으로 하고 진태양일은 태양의 빛이 지구까지 오는데 걸리는 시간을 고려하여 관측자가 보는 태양의 위치가 아닌 실제 태양의 위치를 기준으로 한다. 지구와 태양과의 거리가 대략 147,500,000 km ~ 152,500,000km임을 감안하면 태양 빛이 도달하는 시간은 약 8분 12초 ~ 8분 28초이고 그에 따라 시태양일과 진태양일의 시각 차이는 약 1.35초 ~ 1.39초이다. 시태양시는 태양이 지구상 관측지점의 경선상에 뜰 때를 정오로 한다.
시태양일(진태양일)의 길이는 두 가지 원인으로 계절에 따라 변한다. 황도와 적도와의 사이에 23.5도의 경사가 있고, 또 지구의 공전이 원궤도를 이루는 것이 아니라 타원궤도이기 때문이다

### 평균태양시
평균태양시(平均太陽時, mean solar time)는 평균항성시와 평균태양시의 이론적 관계는 잘 알고 있으므로, 관측 시 결정한 평균항성시로부터 곧 평균태양시를 얻을 수 있다. 1 평균태양시를 평균항성시로 나타내면 24시 3분 56초 5554이다. 항성시와 태양시는 기본적으로 오랜 옛날부터 사용되어 왔고, 또한 현재는 물론 먼 미래에도 실용상으로나 학술상으로나 사용될 것이지만, 시간계로서는 정밀을 요하는 일에는 사용할 수가 없다. 사실은 시간계로도 사용할 수 있도록 평균항성시·평균태양시를 고안한 것이며, 사실상 그것을 과거에는 사용해 왔으나, 이를 측정하는 기초인 지구의 자전이 조금씩 늦어질 뿐 아니라 예상하기 어려운 불규칙적인 변동도 있는 것이다. 예를 들면 1평균태양일의 길이는 약 10만년 사이에 1초가량 길어진다. 게다가 불규칙적인 신축이 겹친다. 다만 항성시나 태양시가 모두 지구의 자전에 바탕하여 측정하기 때문에 상호간의 관계는 자전속도의 변동과는 관계가 없다.

## 같이 보기
- 태양
- 항성시
- 지방평균시
- 시간